# Нікі Мінаж
Оніка Таня Мараж-Петті (англ. Onika Tanya Maraj-Petty), відома як Нікі Мінаж (англ. Nicki Minaj), — тринідадська та американська реперка, виконавиця, «королева реп/хіп-хоп жанру хіп-хоп-музики»[джерело?], підприємиця.

## Біографія
Народилася 8 грудня 1982 року в Сейнт Джеймсі (передмістя Порт-оф-Спейн, Тринідад і Тобаго). Батьки мають індійське й африканське походження. До п'ятирічного віку жила з бабусею, оскільки батьки були зайняті пошуком житла в районі Квінз (Нью-Йорк). Мати зрідка відвідувала дочку й одного разу відвезла її до Квінза. За словами Оніки, батько пив, вживав наркотики і якось навіть намагався вбити матір, підпаливши будинок.
У неї є старший брат Джелані, молодший брат Міхей та молодша сестра Мін.
Навчалася в середній школі Блеквелл 210, де грала на кларнеті. Успішно пройшла аудит для вступу до Вищої школи музики та мистецтв Fiorello H. LaGuardia High School of Music & Art and Performing Arts, яка зосереджена на образотворчому та виконавському мистецтві. Після закінчення університету вона захотіла стати акторкою і знялася у спектаклі «Офф-Бродвей» і «In Case You Forget» у 2001 році.
30 вересня 2020 року народила сина.

## Кар'єра
Творчий зліт Нікі Мінаж відбувся у серпні 2009 року, коли Lil Wayne, почувши мікстейпи «Playtime Is Over», «Sucka Free» та «Beam Me Up Scotty», уклав з нею контракт від імені своєї фірми звукозапису «Young Money Entertainment».
Після укладення контракту Мінаж розпочала роботу над своїм дебютним альбомом «Pink Friday», який вже в перший тиждень продажів потрапив на другу сходинку хіт-параду Billboard 200. Нікі Мінаж стала першою артисткою в історії, чиї сім пісень одночасно перебували в хіт-параді Billboard Hot 100. Її другий сингл, «Your Love», очолював хіт-парад Billboard Hot Rap Songs, що не вдавалося зробити будь-який іншій реп-виконавиці з 2002 року. Мінаж стала першою співачкою, яку ввели до щорічного списку найгарячіших MC за версією MTV. Окрім того, альбом «Pink Friday» через місяць після виходу отримав платинову сертифікацію Американською асоціацією звукозаписних компаній Лід сингл з альбому «Super Bass» отримав бриліантову сертифікацію у США за 10 мільйонів проданих копій. 2012 року Нікі Мінаж дебютувала в кіно, озвучивши Стеффі у мільтфільмі «Льодовиковий період 4: Континентальний дрейф». 2013 року виконавиця стала суддею 12 сезону реаліті-шоу «Американський ідол».
2014 року світ побачив її третій студійний альбом — «The Pinkprint», з якого вийшов один з найуспішніших треків виконавиці «Anaconda» та скандальний «Only», у якому Нікі, Дрейк та Ліл Вейн спростували чутки про сексуальні стосунки. Окрім того, виконала ролі другого плану у фільмах «Інша жінка» (2014) та «Перукарня 3» (2016), а 2018 року презентувала свій четвертий альбом під назвою «Queen».
4 лютого 2022 року Нікі Мінаж випустила промо сингл «Do We Have a Problem?», який посів 2-гу сходинку національного чарта США Billboard Hot 100. Лід синглом майбутного альбому хіпхоп-виконавиці став «Super Freaky Girl», тизір якого став хітом TikTok ще до випуску, який стався 12 серпня 2022 та дебютував з першої сходинки Billboard Hot 100.
Також Нікі Мінаж відома співпрацею з такими артистками та артистами: Young Money, Крістіна Аґілера, Аріана Ґранде, Eminem, Lil Wayne, Дрейк, Rihanna, Брітні Спірз, Will.i.am, Джефрі Стар, Мадонна, Девід Ґетта, Kesha, M.I.A., 6ix9ine тощо.

## Контроверсії
У 2018 році Нікі Мінаж посварилася з виконавицею Cardi B, яка звинуватила її у лайках під дописами у соцмережах про неспроможність Карді В нормально доглядати за своєю щойно народженою дочкою. Мінаж відкинула цю інформацію і звинуватила Карді В у брехні.

## Скандал із нацистською символікою
У листопаді 2014 року Нікі Мінаж випустила лірик-відео на пісню «Only». Кліп зроблений у вигляді мультфільму, де диктаторка-Нікі сидить на троні. Червоні банери з логотипом нагадують нацистські, та й стрічки на рукавах у солдатів скидаються на ті, що носили фашисти. Це викликало великий скандал в американському суспільстві.
Співачка запевнила, що дуже шкодує, що недогледіла, і її кліп Only нагадав людям про нацизм. Режисер скандального відео, зі свого боку, заявив, що йому не шкода. У своєму Твіттері Мінаж підкреслила, що продюсер та її друг — відеограф, який спостерігав за процесом створення кліпу, є євреями.

## Нікі Мінаж і Україна
27 лютого 2022 року на тлі російського вторгнення в Україну написала у своєму твіттері: «Бачила кадри падіння бомб, а на задньому плані можна було почути дитячі крики. Коли я кажу тобі, що це розбило моє серце на шматки… Кожній матері, яка втікає зі своїми дітьми, прощається зі своїм чоловіком… Я не можу уявити, як ти налякана й самотня. Боже, будь ласка, допоможи їм. Кожному солдату. Хай Бог Буде з вами».
Оригінал: «Saw footage of bombs dropping & in the background u could hear children screaming. When I tell u it broke my heart into pieces? …To every mother fleeing w|your children, saying goodbye 2 your husband…I can't imagine how afraid & alone you must feel. God, pls help them. To every soldier, May God be with you».

## Дискографія

### Студійні альбоми
- Pink Friday (2010)
- Pink Friday: Roman Reloaded (2012)
- The Pinkprint (2014)
- Queen (2018)
- Pink Friday 2 (2023)

### Мікстейпи
- Playtime is Over (2007)
- Sucka Free (2008)
- Beam Me Up Scotty (2009, перевиданий у 2021 році)

### Збірні альбоми
- We Are Young Money (2009)
- Rich Gang (2013)
- Young Money: Rise of an Empire (2014)

#### Альбом найкращих пісень (хітів)
- Queen Radio: Volume 1 (2022)

## Тури
- Pink Friday Tour (2012)
- Pink Friday: Reloaded Tour (2012)
- The Pinkprint Tour (2015–16)
- The Nicki Wrld Tour (2019)
- Pink Friday 2 World Tour (2024)